# Blytrast
Blytrast (Turdus reevei) är en fågel i familjen trastar inom ordningen tättingar.

## Utseende och läte
Blytrasten är en distinkt tecknad trast. Kombinationen av blågrå ovansida, ljus undersida med sandbeige anstrykning och vitt öga är unik i dess utbredningsomrdåe. Ungfågeln är ordentligt fläckad undertill. Sången beskrivs som vacker. Ett visslat "fwee?" kan också höras.

## Utbredning och systematik
Fågeln förekommer i torra buskmarker i Ecuador och nordvästra Peru. Den behandlas som monotypisk, det vill säga att den inte delas in i några underarter.

## Status och hot
Arten har ett stort utbredningsområde, men tros minska i antal, dock inte tillräckligt kraftigt för att den ska betraktas som hotad. Internationella naturvårdsunionen IUCN listar arten som livskraftig (LC).

## Namn
Fågelns vetenskapliga artnamn hedrar J. P. Reeve, amerikansk samlare av specimen verksam i Ecuador.